# Federación de baloncesto de los Países Bajos
La NBB (por sus siglas en holandés Nederlandse Basketball Bond) es el organismo que rige las competiciones de clubes y la Selección nacional de Países Bajos. Pertenece a la asociación continental FIBA Europa.

## Registros
- 450 Clubes Registrados.